# Документ у соціальних науках
За документ у соціології слід вважати будь-який носій з закріпленою на ньому інформацією. Натомість уточнення видів носіїв та типів інформації не є важливими. Соціологія має вичати не лише традиційні носії інформації, але й інноваційні.
Важливою характеристикою документу є зміст, який Б. Берельсон визначає як сукупність значень, які виражені символами (словесними, музичними, мальованими, ліпленими чи тими, що мають характер жестів). О. Іванов називає змістом те в тексті, що має значення для учасників комунікації.  А. Алєксєєв зміст інтерпретує через систему знакових функцій, породжених сукупністю зовнішніх виявів людської діяльності. За В. Коробейніковим, зміст – це соціальна інформація, яка відображає дійсність.
Класифікація документів:
- За способом фіксації фіксації інформації. Розрізнення за типом закріплення інформації на носію. Найпоширенішими є записи надруковані чи написані на папері, записані на фото- і кіноплівку, магнітну стрічку;
- За ступенем персоніфікації. Аналіз джерела, авторства документу, можливі також і без особисті записи, які не мають конкретного автора (статистичні матеріали, протоколи зборів, інформаційні повідомлення на сторінках газет тощо);
- За метою створення. У соціології мета створення документу поділяється на соціологічну, спровоковану самим дослідником, та таку, що не стосується безпосередньо соціологічного дослідження;
- За статусом документа. Документи поділяються на офіційні та неофіційні. До першого типу належать документи державного зразка, до неофіційного складені громадськими організаціями, неурядовими установами, приватними особами.
- За джерелом інформації та ступенем близькості до емпіричного матеріалу. Документи за цією ознакою поділяються на первинні, тобто описані в них дані отримані шляхом безпосереднього дослідження, та вторинні, описують і підсумовують дані первинних документів.

За категоризацією В. Семенова документи різняться таким чином:
1.	За формою фіксації інформації:
- письмово-друковані (текстові);
- статистичні (цифрові);
- іконогра-фічні (образотворчі);
- фонетичні (мовні);

2.	За статусом джерела:
- неофіційні;
- офіційні;

3.	За ступенем опосередкованості:
- первинні;
- вторинні;

4.	За ступенем спонтанності:
- самомимовільні;
- задані;

5.	За характером створення:
- індивідуальні;
- групові;

6.	З точки зору дійсності:
- справжні;
- підроблені;

7.	З точки зору істинності:
- адекватні;
- неадекватні.

Ще одну класифікацію документів розробили французькі вчені Р.Пенто і М.Гравітц, розділивши документи на такі категорії: 
1)	письмові (додаючи до них цифрові документи):
- офіційні (відомості, які зберігаються в державних архівах; парламентські та адміністративні публікації; статистика);
- преса (як носія інтересів різних політичних партій та верств населення);
- документи, що розподіляються чи продаються (реклама, біографічні довідники, літературні твори);
- документи приватних осіб (документи, які зберігаються в особистих архівах);

2)	предмети (аналіз рівнів і напрямків розвитку цивілізації по вироблених предметах);
3)	візуальні (іконографія, яка охоплює всю образотворчу інформацію, крім фотографій: малюнки, гравюри, картини тощо);
4)	фонетичні (звукозаписи);
5)	аудіовізуальні (кіно, телебачення).
Більш класичною класифікацією документів у соціології є та, що відповідає класичній формулі масової комунікації Г.Лассвелла:
Хто говорить? (досліджується комунікатор) → Що говорить? (зміст комунікації) → Як? (канал комунікації) → Кому? (аудиторія реципієнтів) → З яким результатом? (ефект від комунікації)

Класифікація за цією схемою виглядає таким чином:
1. За типом комунікатора:
- особисті документи;
- документи громадських організацій і неурядових установ;
- пресса;
- офіційні документи;

2. Залежно від теми дослідження. Поділ документів за даною класифікацією залежить від теми і мети дослідження. За змістом інформації можна виділяти описові, аналітичні, інформаційні і публіцистичні документи;
3. За типом фіксації інформації:
- письмово-друковані (текстовий матеріал у вигляді літер та/чи цифр);
- іконографічні (усі образотворчі документи, як статичні (скульптури, будинки, орнаменти, картини, фотографії, тобто будь-які предмети, зроблені людиною), так і динамічні (кіно, телевідеоматеріали);
- фонетичні (мовні матеріали, розмови, пісні, казки тощо в їх озвученому вигляді);
- документи, які передаються в закодованому вигляді за допомогою електронної техніки;

4. За типом адресата, аудиторії:
- індивідуальні;
- групові;
- масові;

5. За очікуваним ефектом: припущення, наказ, впевненість, сумнів, ствердження, прохання, бажаність, спонукання тощо.
Класичні методи аналізу документів
Класичними методами аналізу документів є операції, які дозволяють інтерпретувати текст в документі в цілях дослідника. 
При аналізі традиційними методами можна виділити зовнішній (аналіз обставин, за яких було створено документ, мотиви його створення) та внутрішній аналіз (аналіз самого змісту).
Існує декілька традиційних методів аналізу документів:
Журналістський аналіз тексту. Г. Лазутіна виділяє дві процедури такого аналізу: виявлення основних характеристик тексту та оцінка тих характеристик за визначеними критеріями. За ознаки аналізу приймаються тема, ідея, образний орієнтир [28]. З точки зору професійного аналізу насамперед вивчаються зміст документу, досліджуються надійність та достовірність тексту, можливі мотиви комунікатора, потім звертається увага на стиль документа. 
Біографічний метод. Вивчення суспільства на прикладі конкретних життєписів. Об'єктом цього методу є усі матеріали, які ідентифікують події із життєвого шляху людини. Використовуючи цей метод, дослідники вивчають установки, мотиви поведінки особистості, роль різних соціальних прошарків структурі суспільства. 
Історичний метод. Метод використовується для перевірки надійсності тексту за матеріальними ознаками, з'ясування мотивів складання документа, особи автора, висвітлення подій, за яких було створено документ. 
Літературний метод. Використовуючи даний метод, дослідники вивчаються стиль, тон, словник автора, композиція твору. 
Лінгвістичний метод. Перевірка тексту документа на наявність морфем, фонем, частоти вживання та розподілу лінгвістичних одиниць. 
Формалізований метод контент-аналізу. Цей метод на відміну від попередніх оперує об’єктивністю. «Контент-аналіз — це дослідницька техніка для об'єктивного, системного і кількісного опису наявного змісту комунікації, яка відповідає цілям її дослідника» (Б. Берельсон). За Г. Андрєєвим, «сутність методу контент-аналізу полягає у виділенні в тексті документа деяких ключових понять (чи інших смислових одиниць) з наступним підрахунком частоти вживання цих одиниць, співвідношення різних елементів тексту один з одним, а також із загальним обсягом інформації». Контент-аналіз є якісно-кількісним методом, використовуючи який, дослідник може здійснити комплексний аналіз документу від вибору одиниць дослідження до інтерпретації його результатів.